# Drosophila longissima (artundergrupp)
Drosophila longissima är en artundergrupp som innehåller två arter. Artundergruppen ingår i släktet Drosophila, undersläktet Sophophora och artgruppen Drosophila melanogaster.

## Lista över arter i artundergruppen
- Drosophila longissima
- Drosophila myamaungi